# Stýblův dům
Stýblův dům je rohový kancelářský a prodejní dům postavený v novorenesančním stylu na křižovatce Václavského náměstí a Vodičkovy ulice, na adrese č. p. 788/30, 110 00 na Novém Městě, Praha 1. Budova vznikla jako moderní zázemí pro nakladatelství B. Stýblo vlastněné Adolfem B. Stýblem. Autorem návrhu byl stavitel a architekt Vratislav Pasovský.
Roku 1929 byl pak dokončen sousední funkcionalistický palác U Stýblů, rovněž odkazující názvem na někdejší proslulý knihařský podnik.

## Historie

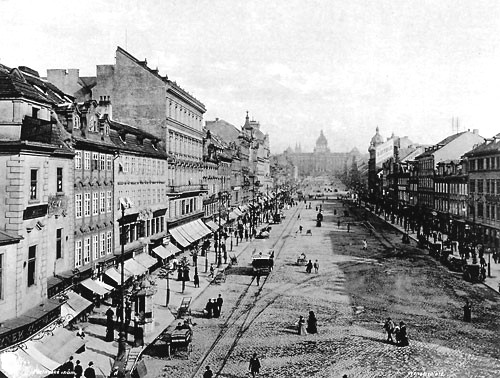
Václavské náměstí v posledních letech 19. století, na pravé straně patrný nově postavený Stýblův dům

Na rohové parcele náměstí a Vodičkovy ulice původně stál barokní dům s hostincem. Ten v roce asi 1870 zakoupil pražský knihkupec a nakladatel Bedřich Stýblo, který svůj podnik roku 1860 přesunul do sousedního barokního domu čp. 30. Jeho obchod s knihami patřil k největším v českých zemích.  
Bedřich Stýblo zemřel roku 1891. Podnik pak převzal jeho syn Adolf B. Stýblo, který se na místě domu čp. 30 rozhodl vystavět novou moderní budovu. Ta byla dokončena roku 1892 architektem Vratislavem Pasovským a stavitelem Františkem Kindlem, v době svého dokončení se jednalo o jednu z nejvyšších a nejhonosnějších budov na Václavském náměstí. Ve spodní části byly prodejní prostory, v horních patrech pak kanceláře a byty. V centrální části budovy byly instalovány velké věžní ciferníkové hodiny.  
Až o roku 1913 se stavbou z Vodičkovy ulice sousedil renesanční dům U Lhotků, který měl známou věž s nástěnnými malbami Josefa Navrátila, v období první republiky nahrazený Palácem Ligna. Na sousední parcele byl pak v letech 1928 a 1929 postaven železobetonový funkcionalistický palác U Stýblů (Václavské náměstí 785/28) podle návrhu architektů Ludvíka Kysely a Jana Jarolíma.  
Při budování stanice linky A pražského metra Můstek byla část přízemního prostoru budovy vybourána a byl zde vybudován jeden ze vstupů do vestibulu metra.  
Do roku 2020 budovu vlastnili potomkové Bedřicha Stýbla. Od roku 2020 dům vlastní společnost MT1 Property s.r.o., kterou v letech 2020 až 2025 vlastnily firmy Luďka Sekyry. Od roku 2025 společnost vlastní firma Karla Pražáka. Dům má projít přestavbou.

## Popis
Čtyřpatrový rohový dům je vystavěn v novorenesančním stylu. Nevelký pozemek parcely je kompenzován vrstvením pater, stavba je svou větší částí orientována na Václavské náměstí. V  rohové ose stavby se nachází několikaúrovňový arkýř zakončený v předposledním patře. Stavbě dominuje kupole a ciferníkové hodiny pod ní. Fasáda a římsy jsou vyzdobeny štukovými ornamenty, mj. s náměty čínských draků a dalších orientálních motivů. 

## Galerie

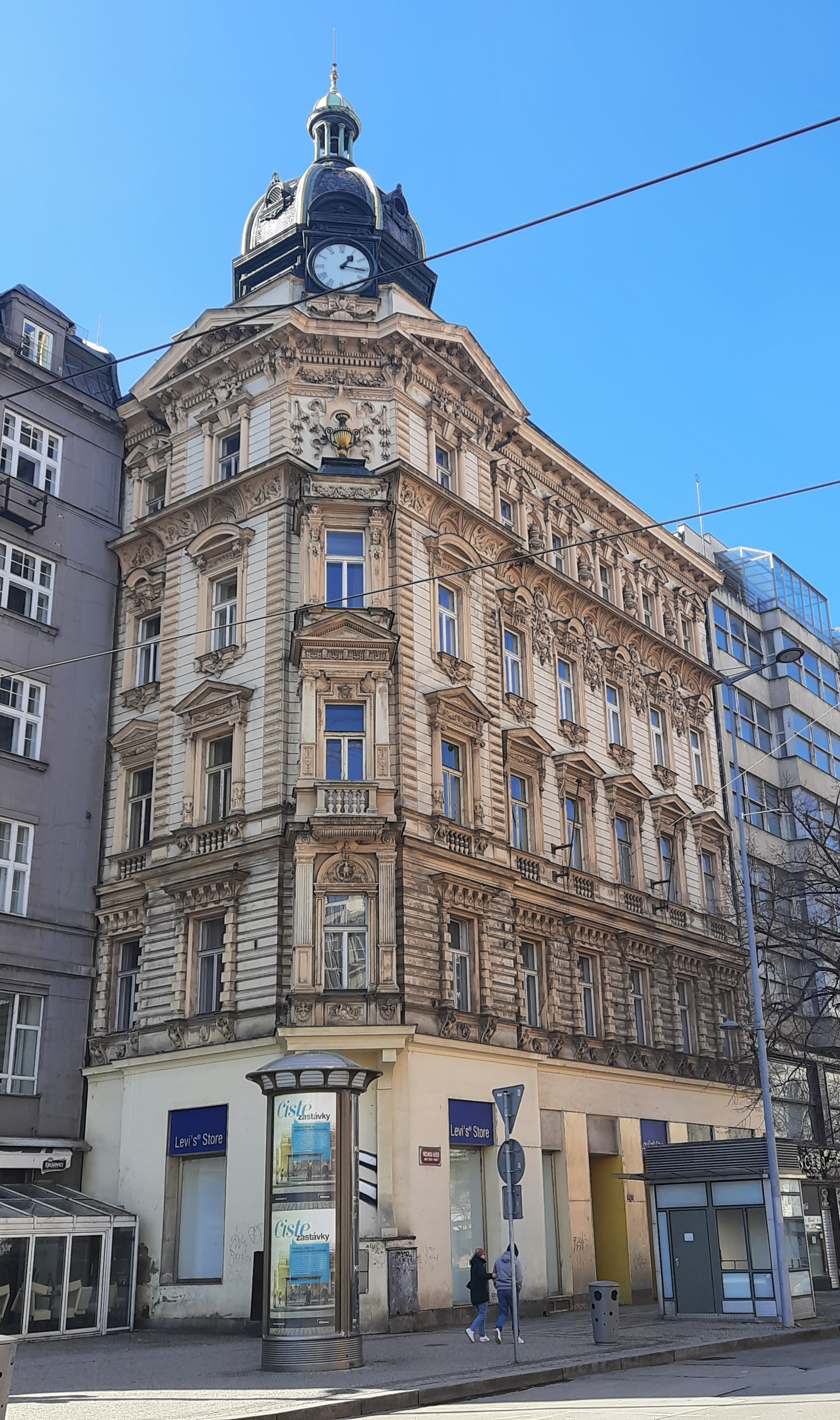
Stýblův dům
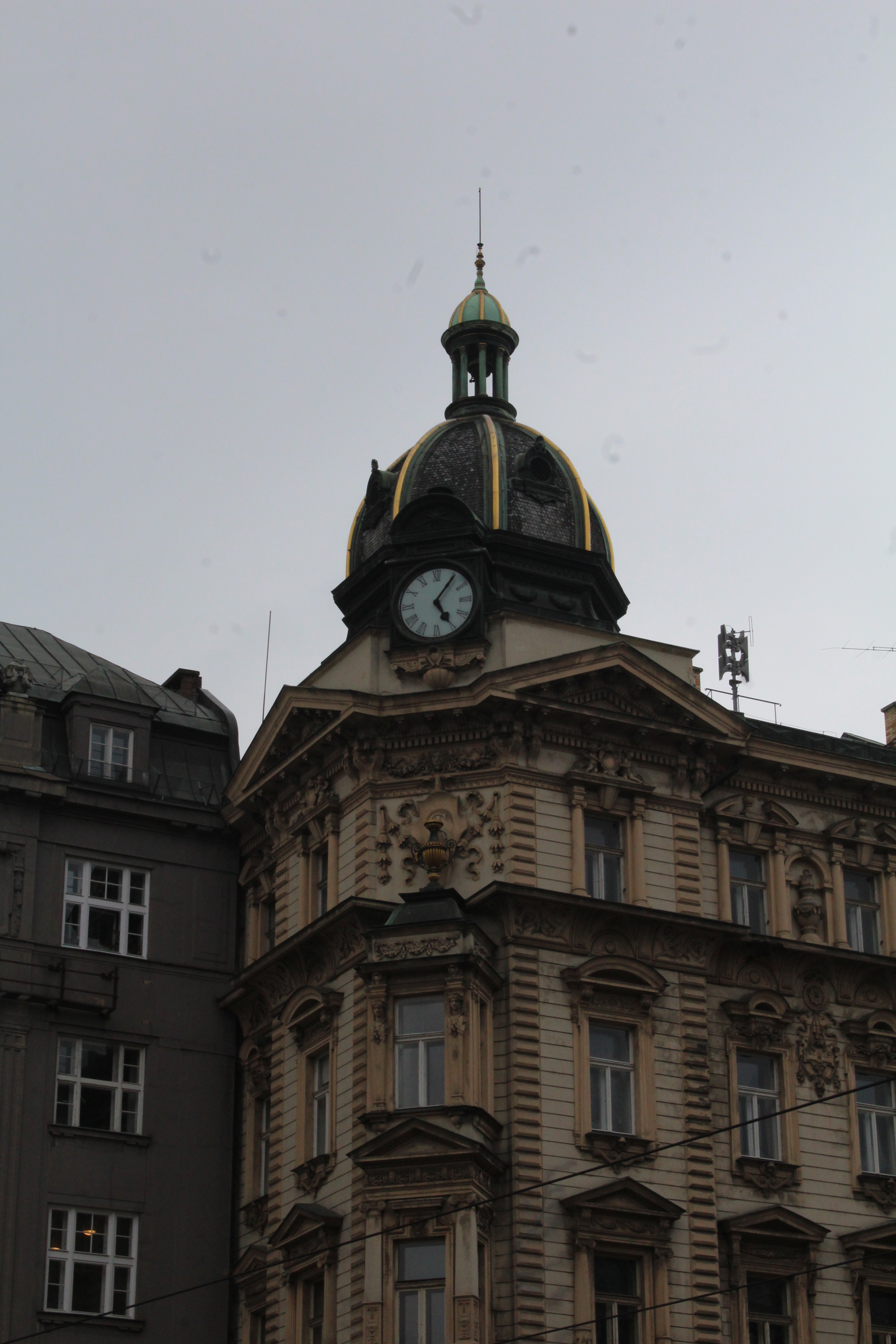
Stýblův dům
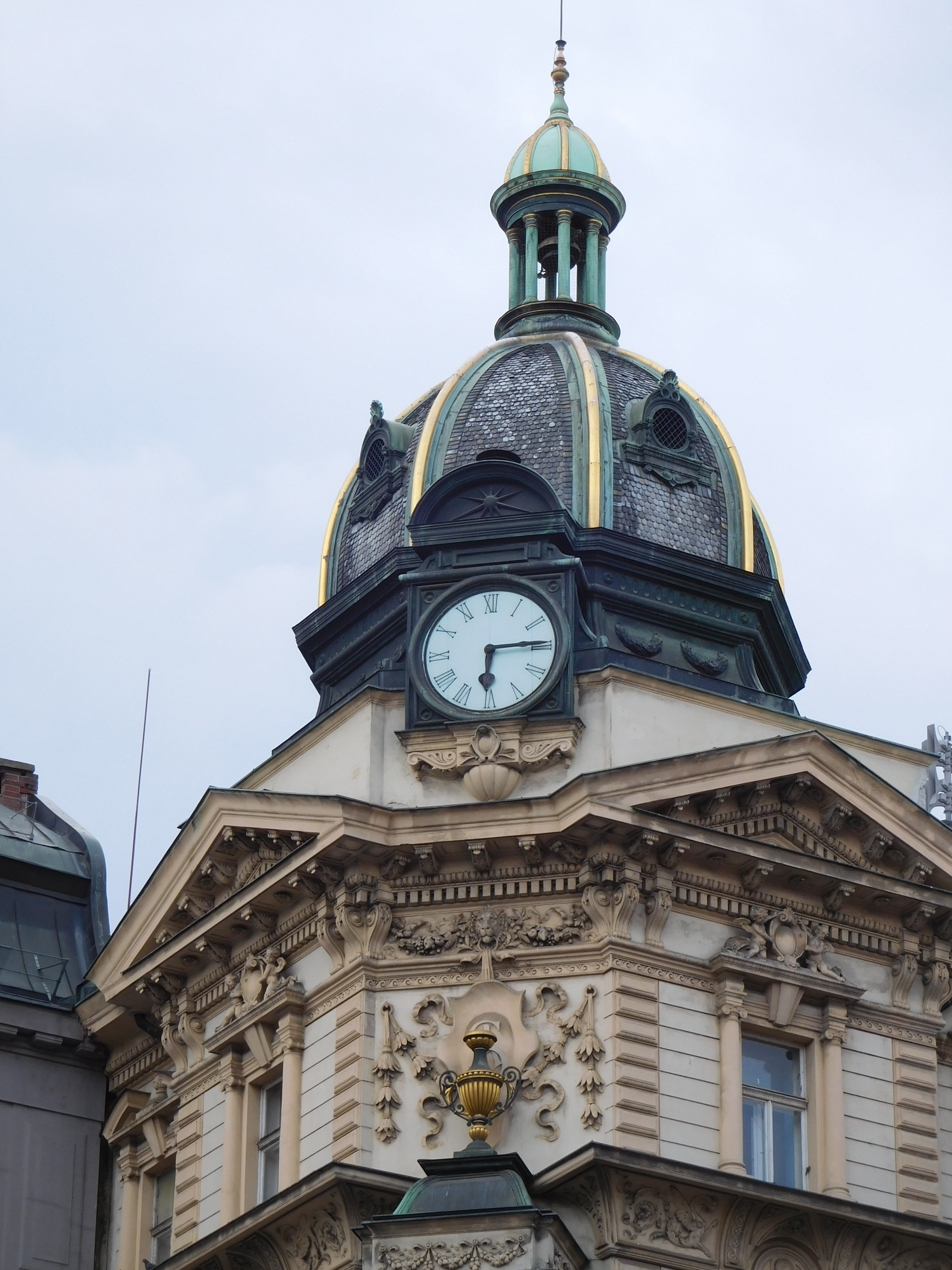
Kupole
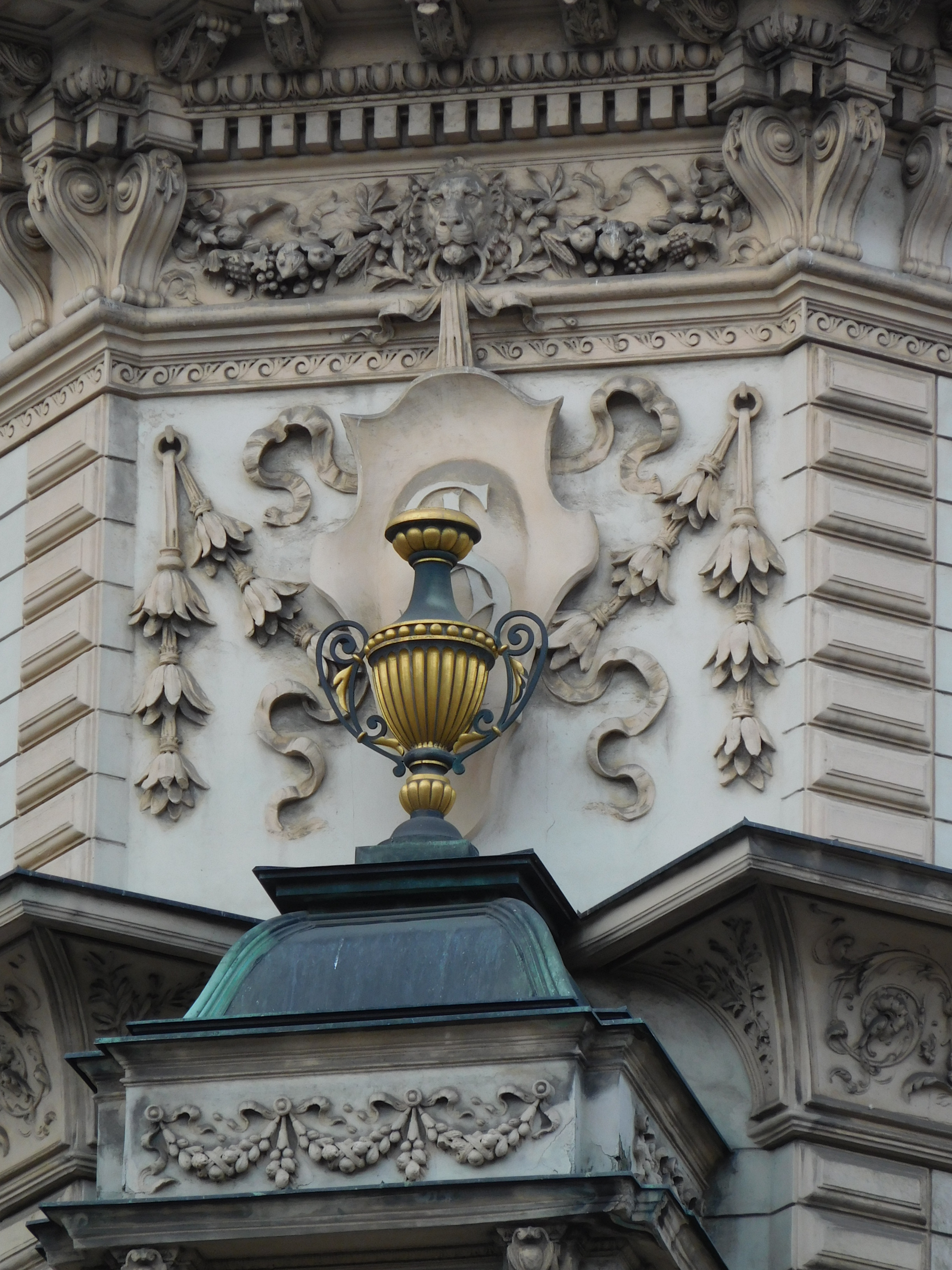
Detail
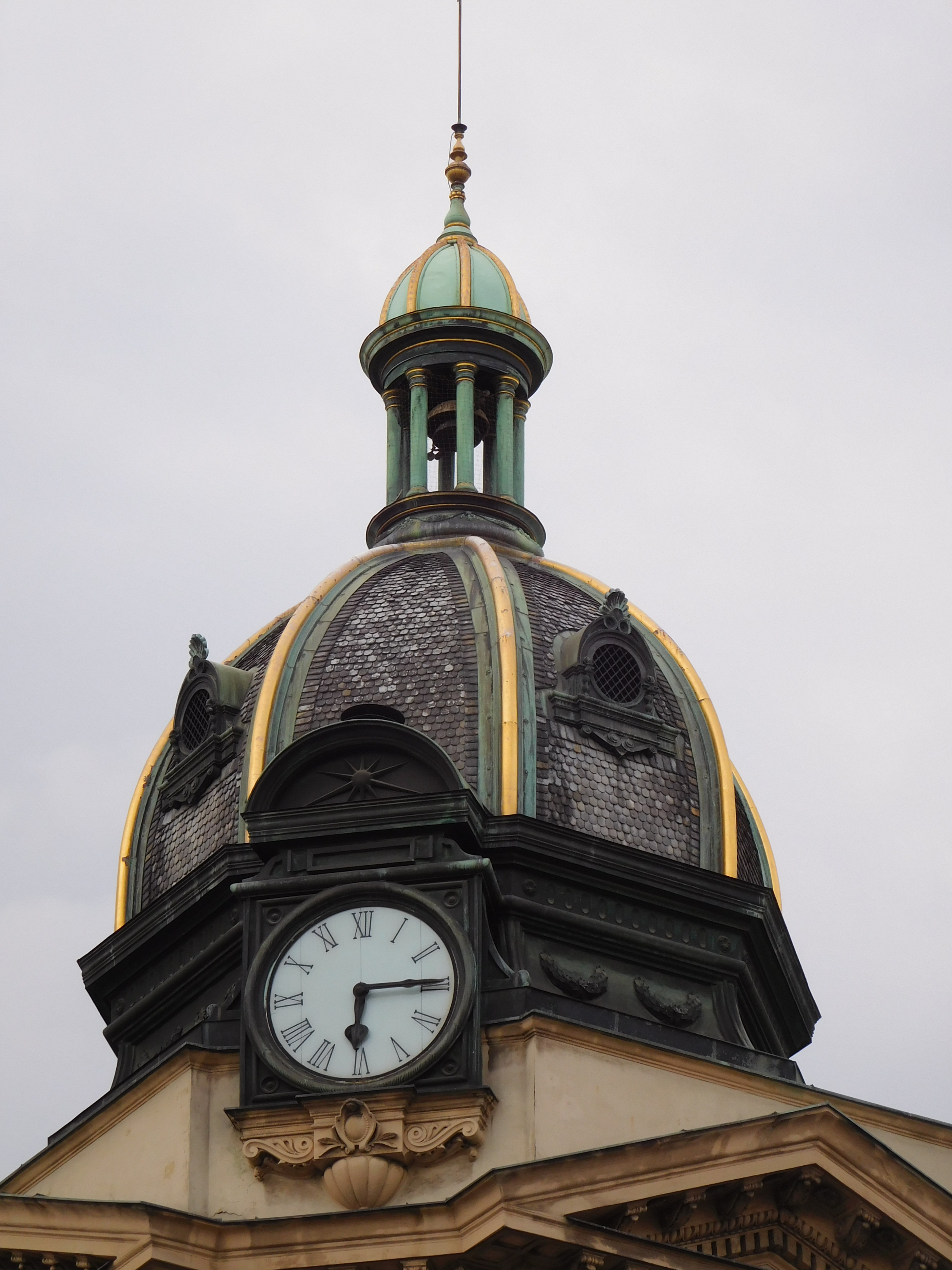
Kupole s hodinami